# ヒエガエリ
ヒエガエリ(稗還、学名:Polypogon fugax Steud)は、単子葉類イネ科ヒエガエリ属の一年草である。小穂が細かくて、穂が全体にふさふさして見える。

## 特徴
小穂がごく小さく、非常に多数を密生してつける。また、それらに細くて長い芒があるので、全体にふかふかした印象で、ほ乳類のしっぽのような外見である。これに類似した穂をつける種は、本種のほかにはハマヒエガリがある程度で、判別はたやすい。名前は「稗還り」の意で、ヒエから変化したものと思われたためであるとされる。
草丈は高さ30-60cm程度の全体に柔らかな草。根茎はなく、茎の根元はやや分枝して少し横に這う。茎はそこから真っ直ぐか、斜めに立ち、先端に穂をつける。葉は茎の節毎に出て、長さ5-15cm、幅3-8mm、やや白っぽい緑色で、つやはない。
穂は茎の先端に一つ出る。花序は円錐状に枝を出すが、当初はそれらに小穂が密生した上で、それらの枝が主軸に沿うようになっているので、一つの太い棒状をしている。全体に緑色だが、紫を帯びて見える。穂が伸びると、やや枝が開いて、側枝が見分けられるようになる。ただし、なんとなく根本の方があまりほぐれない傾向がある。いずれにせよ、小穂がせいぜい2mmと小さくて密生しているので、個々には見分けにくい。

## 小穂の構造

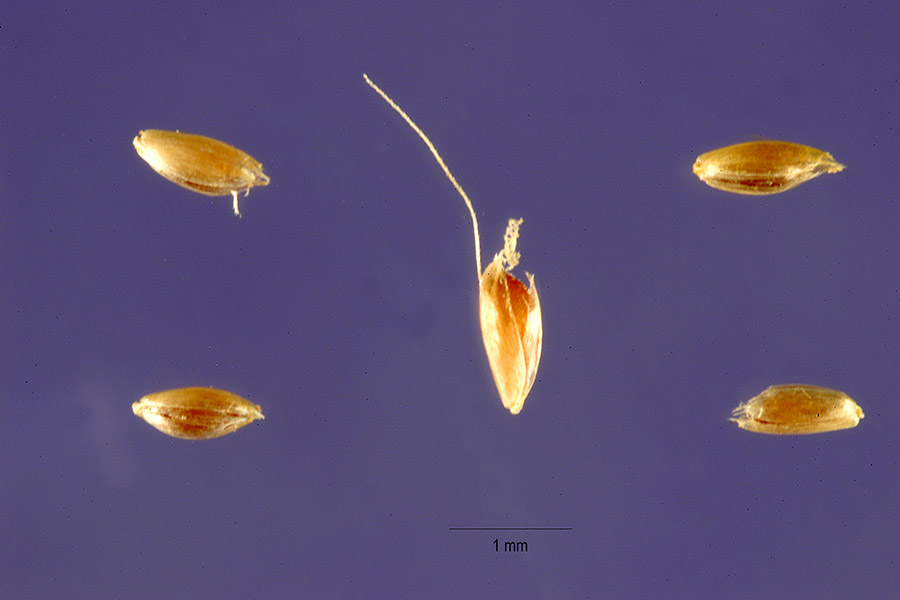
種子

小穂はたった一つの花のみを含む。これは、最下の小花のみを残してそれから先が退化したものと考えられる。小花は小さくて、完全に包穎に隠れる大きさ。小穂の基部には短い柄があって、熟するとここで折れて小穂ごと脱落する。
小穂は一対の包穎に包まれる。包穎は互いにほぼ同型で、細長く、毛が多く、背面は丸くなっている。先端はくぼんでおり、その間から包穎とほぼ同長の芒が出る。護穎は包穎の半分くらいの長さで、幅広く、五脈があり、先端はそれぞれの脈で突き出ており、中央のものは芒となって伸びる。内穎は護穎とほぼ同長で、幅ははるかに狭いが二行の竜骨がある。

## 生育環境
明るい草地に生える。ごく普通の雑草であり、道ばたや畑地にもよく出現する。特に湿ったところによく育ち、水田の脇や畑の水路沿いなどに多数が出るのを見ることが多い。

## 分布
本州から琉球列島まで広く分布する。国外では東アジアからシベリア、インド、アフリカにかけて分布している。

## 近縁種等
同属にハマヒエガエリ (P. monspeliensis (L.) Defs.) がある。ヒエガエリよりやや丈夫そうで、全体に白い粉を吹いた様子をしている。また穂はより密集した感じになっている。細部では芒がヒエガエリよりはるかに長い点なども異なり、別種とされている。やはり湿った草地に生えるが、海岸近くに多い。分布はヒエガエリとほぼ同じである。
他に、コヌカグサとの雑種と思われるヌカボガエリ (Agropogon hondoensis (Ohwi) Hayama) が、ごくまれに見つかる。

## 利害
畑地の雑草として扱われる。